# Rosmarino (fiume)
Il fiume Rosmarino, anticamente denominato Ghida, nasce nella contrada Scafi nel comune di Alcara Li Fusi, costeggia Alcara Li Fusi e Militello Rosmarino e dopo un percorso di circa 30 chilometri si getta nel Tirreno tra Sant'Agata di Militello e Torrenova.

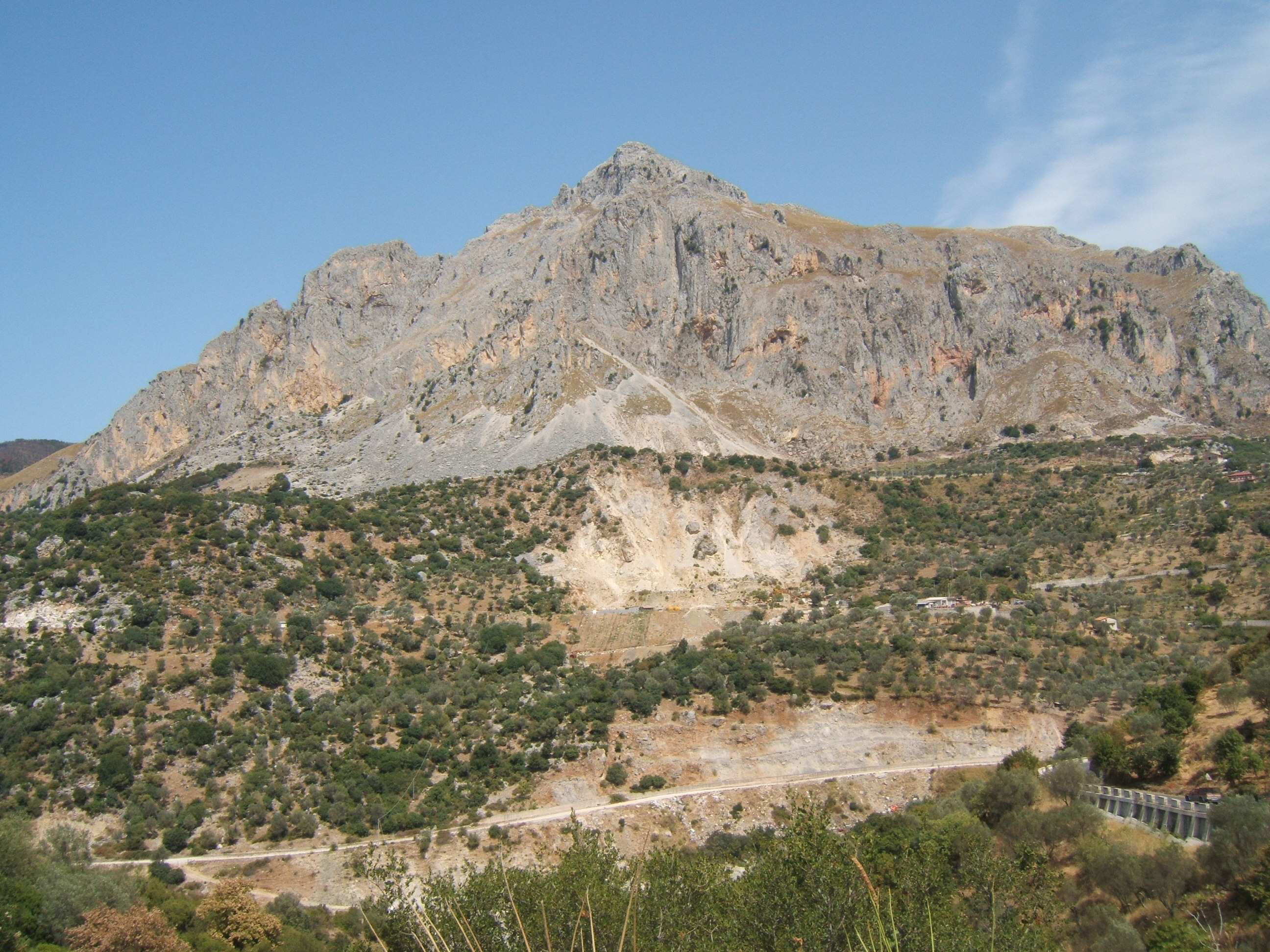
Cava nei pressi di Alcara Li Fusi

## Caratteristiche
Si tratta di una delle tante fiumare che caratterizzano il paesaggio della Sicilia di nord-est (e di larghe parti della Calabria), caratterizzato da rilievi montuosi piuttosto alti come i Nebrodi che nell'area interessata dal Rosmarino superano i 1800 metri. La stretta vicinanza al mare limita molto il bacino idrografico e quindi anche la portata che ha carattere estremamente torrentizio, anche a causa delle caratteristiche climatiche dell'area che vedono le precipitazioni concentrate in pochi mesi invernali. Tuttavia il grande dislivello ha consentito alle acque di creare un ampio e profondo alveo, disseminato da grandi massi erratici e caratterizzato da fenomeni di erosione molto potenti a cui nulla possono le varie opere di imbrigliamento costruite in cemento armato negli scorsi anni.
Gli altri corsi d'acqua vicini, scorrono paralleli gli uni agli altri e presentano caratteristiche molto simili (Furiano, Zappulla ecc.) 
I suoi affluenti principali sono: i torrenti Cudirì, Fiumetto e Fiere a sinistra e i torrenti Murazza, Sant'Anania, Stella e Niresa a destra.

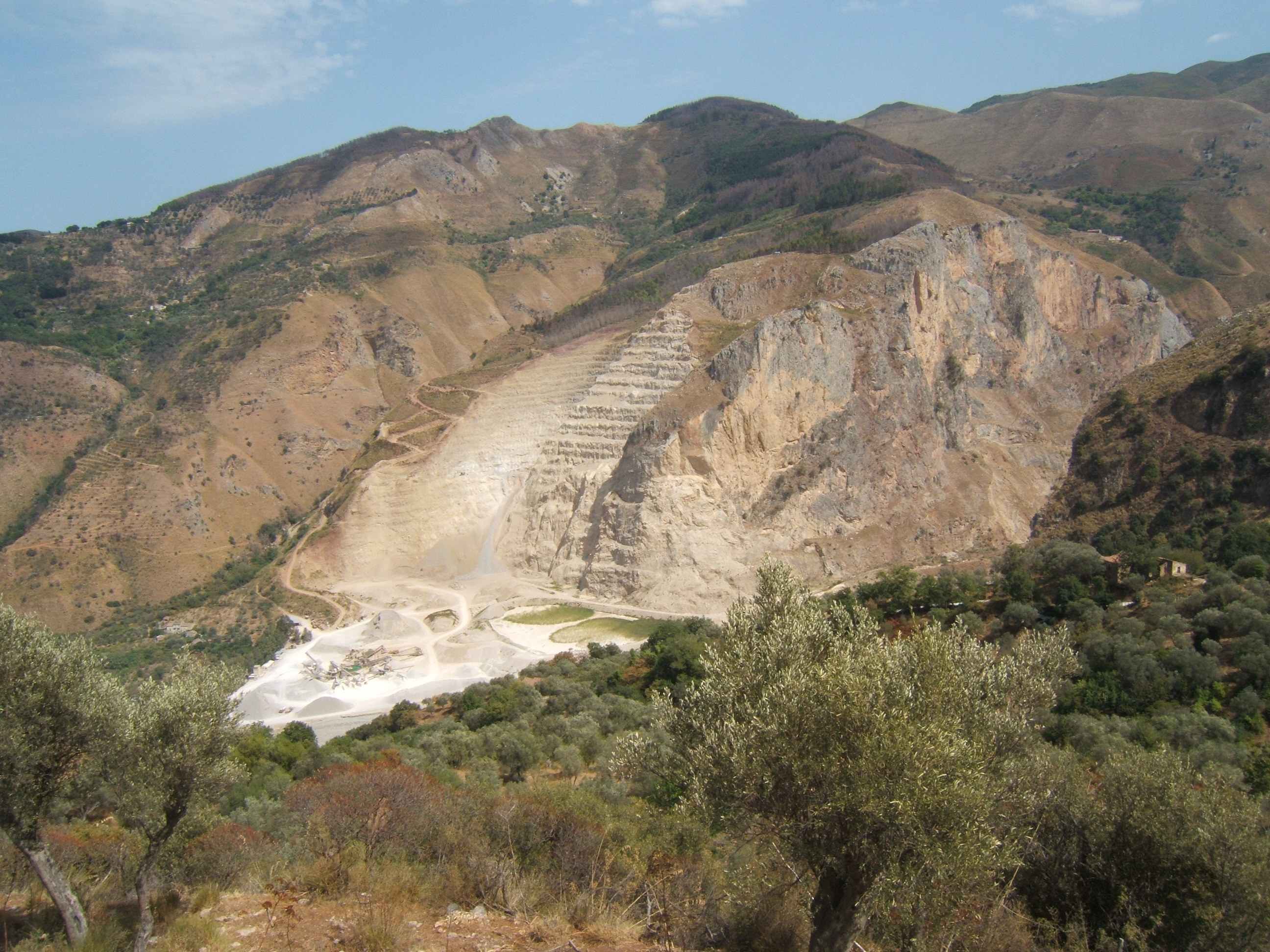
Cava nei pressi di Militello Rosmarino

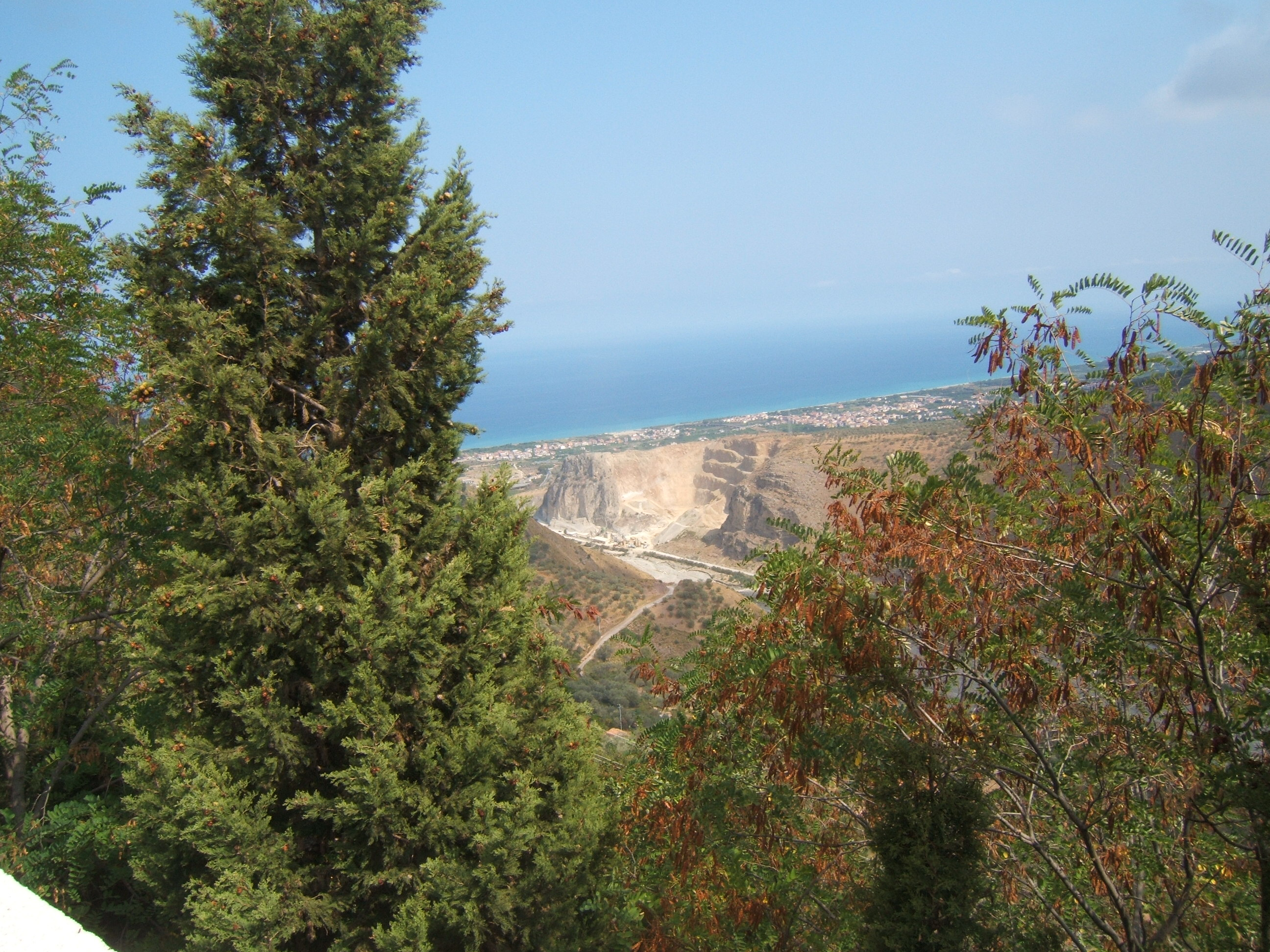
Cava nei pressi della foce

### Le Cave
Il corso inferiore del Rosmarino è interessato da molti anni da un'attività estrattiva che negli ultimi anni si è molto intensificata. Tre distinte grandi cave stanno scavando il versante destro (quello più ripido, privo di infrastrutture e nuclei abitati), deturpando di fatto un paesaggio dai caratteri molti intensi ed un sistema ambientale da tutelare.

### Curiosità
Il nome "Rosmarino" ha avuto origine dalle piante di rosmarino che, specie nel suo tratto inferiore, crescono copiose e spontanee sulle sue sponde.